# Agustín Ignacio Orión
Agustín Ignacio Orión (Ramos Mejía, Buenos Aires, Argentina, 26 de juny de 1981) és un futbolista argentí. Juga en la posició de porter. El seu club és Boca Juniors on és el porter titular i juga també a la selecció de futbol de l'Argentina.
El juny de 2014 fou un dels 23 seleccionats per Alejandro Sabella per representar l'Argentina a la Copa del Món de Futbol de 2014 al Brasil.